# アーチボルド・ダグラス (初代ダグラス公爵)
初代ダグラス公爵アーチボルド・ダグラス（英語: Archibald Douglas, 1st Duke of Douglas、1694年10月13日（洗礼日） – 1761年7月21日）は、スコットランド貴族。1700年までアンガス伯爵の儀礼称号を使用した。

## 生涯
第2代ダグラス侯爵ジェームズ・ダグラスと2人目の妻メアリー・カー（Mary Kerr、1674年 – 1736年、初代ロジアン侯爵ロバート・カーの娘）の息子として、1694年に生まれ、10月13日に洗礼を受けた。1700年2月25日に父が死去すると、ダグラス侯爵の爵位を継承した。後見人のもとで育てられ、1703年4月10日にはアン女王によってダグラス公爵、ダグラス侯爵、アンガス＝アバネシー伯爵、ジェドバラ・フォレスト子爵、ボンクル、プレストンおよびロバートンのダグラス卿に叙された。その後、アン女王から400ポンドと500ポンドの年金を相次いで与えられた。1707年に合同法が成立すると、ダグラスが世襲していた、議会で最初に投票する権利や国家行事においてスコットランド王冠を持つ役割が損なわれないよう請願が行われた。そして、合同法の発効によりスコットランド王国のスコットランド議会が閉会すると、ダグラスはスコットランド王冠をエディンバラ城に預けた。
1715年ジャコバイト蜂起ではハノーヴァー朝を支持して1個連隊を招集、シェリフミュアの戦いで志願兵として騎兵の先頭で突撃した。同時期にフォーファーシャー統監に任命され、1761年まで務めた。後の1745年ジャコバイト蜂起でもハノーヴァー朝を支持したが、1745年12月にダグラス城を一時チャールズ若僭王に占領された。
1725年にダグラス城でジョン・カー大尉（John Kerr、叔父マーク・カーの庶子）を殺害したため一時オランダへの逃亡を余儀なくされた。
1758年3月にマーガレット・ダグラス（Margaret Douglas、1774年10月24日没、第12代メインズ領主ジェームズ・ダグラスの娘）と結婚し、その1年後に別居したが、数か月後によりを戻した。マーガレットは公爵を説得してサー・ジョン・スチュワートと結婚した妹ジェーンへの償いに尽力、公爵との間で子供ができそうもないこともあり、公爵は最終的に遺言状でジェーンの息子アーチボルドに遺産を譲った。
1761年7月21日にエディンバラで死去、8月4日に埋葬された。ダグラス公爵位は廃絶、ダグラス侯爵は第7代ハミルトン公爵ジェームズ・ハミルトンが継承した。

## 人物
第2代シェルバーン伯爵ウィリアム・ペティはエディンバラでダグラス公爵を訪れたとき、公爵の容姿についての記述を残しており、公爵自身はシェルバーン伯爵に対し、読み書きが上手くないことを告白している。
ダグラス公爵の居城であるダグラス城は1758年に火事で破壊され、公爵はロバート・アダムを雇い再建しようとしたが、完成をみることはなかった。